# La Grande Chartreuse

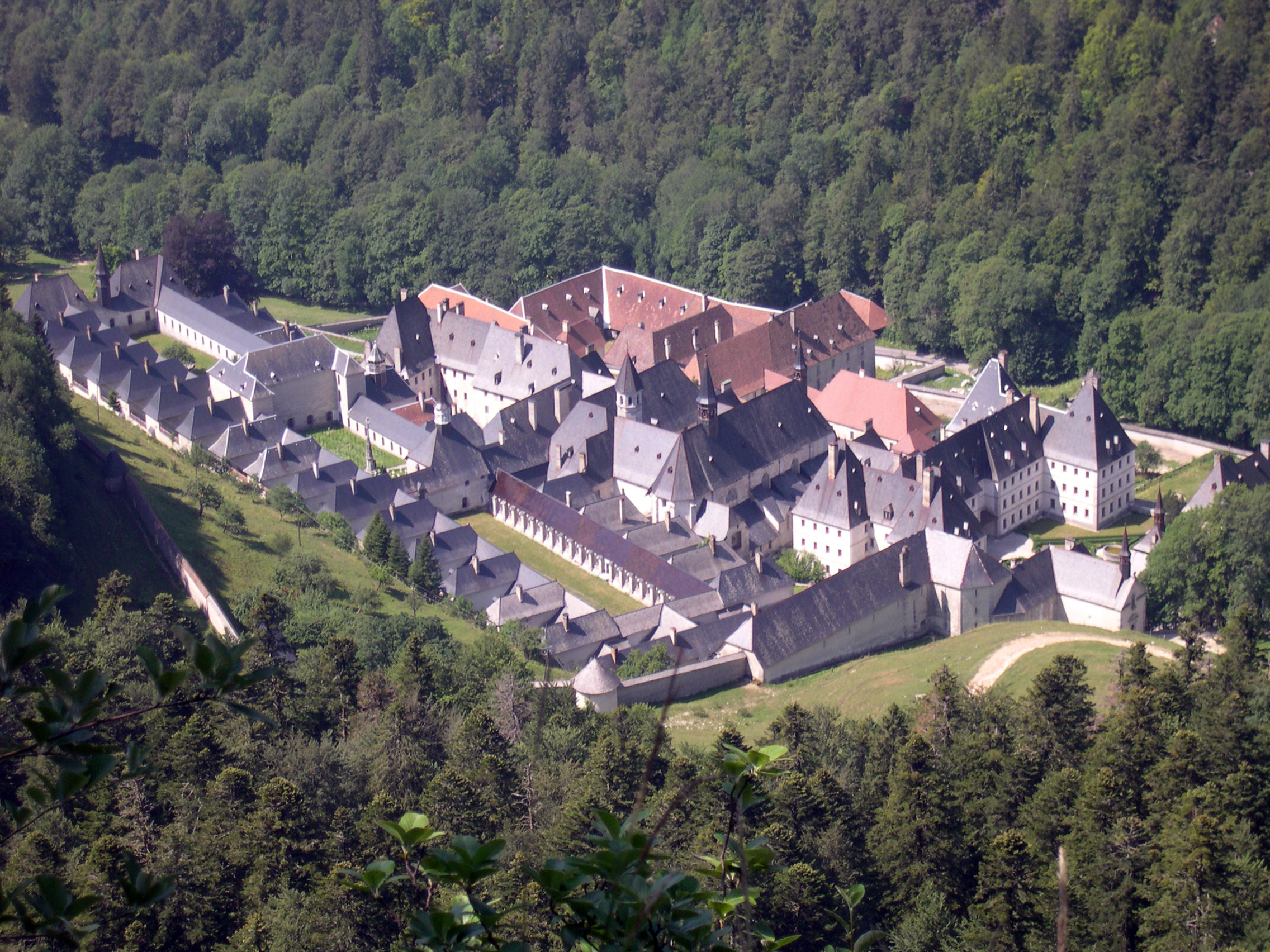
La Grande Chartreuse

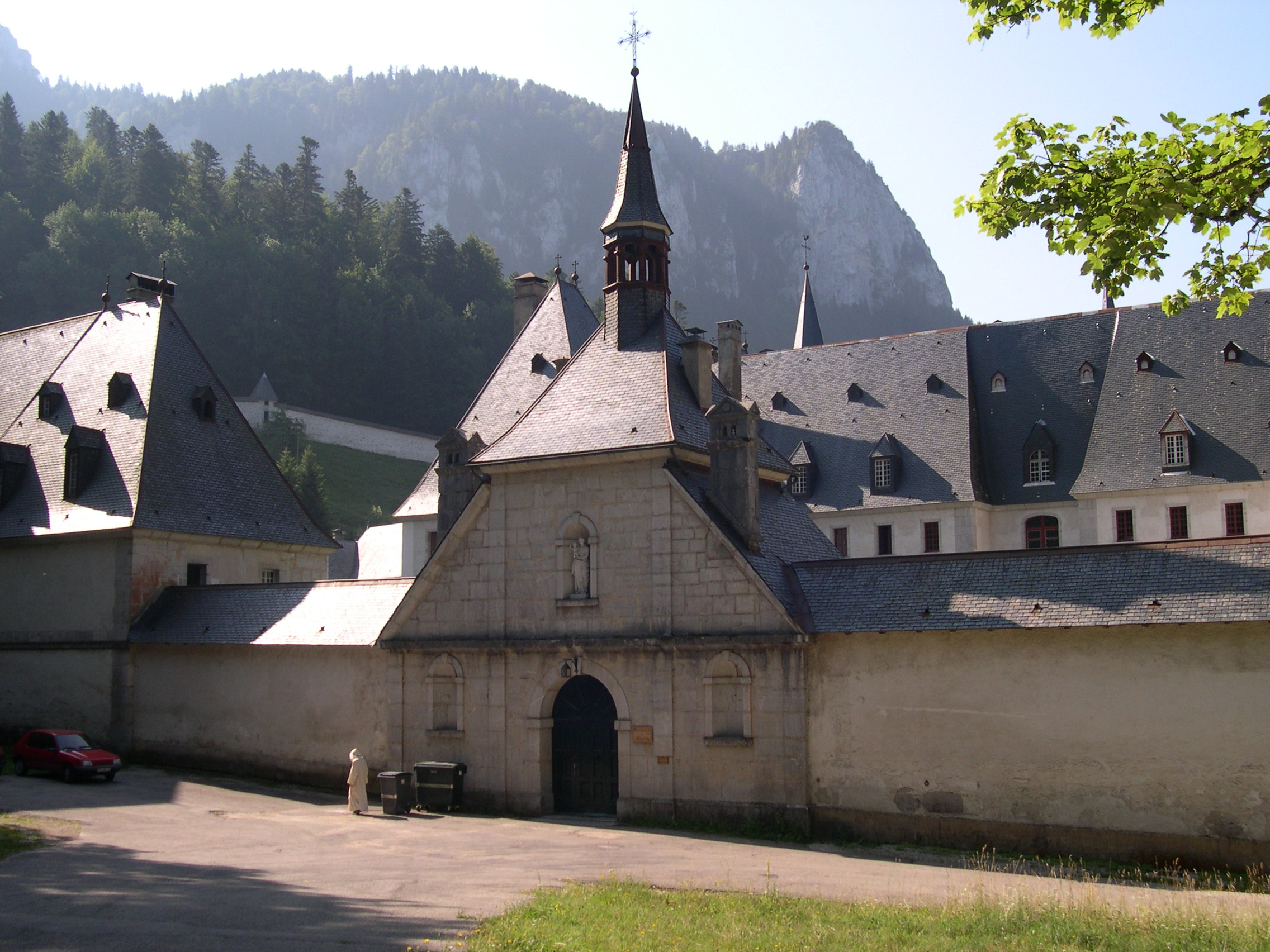
Hauptportal der Grande Chartreuse

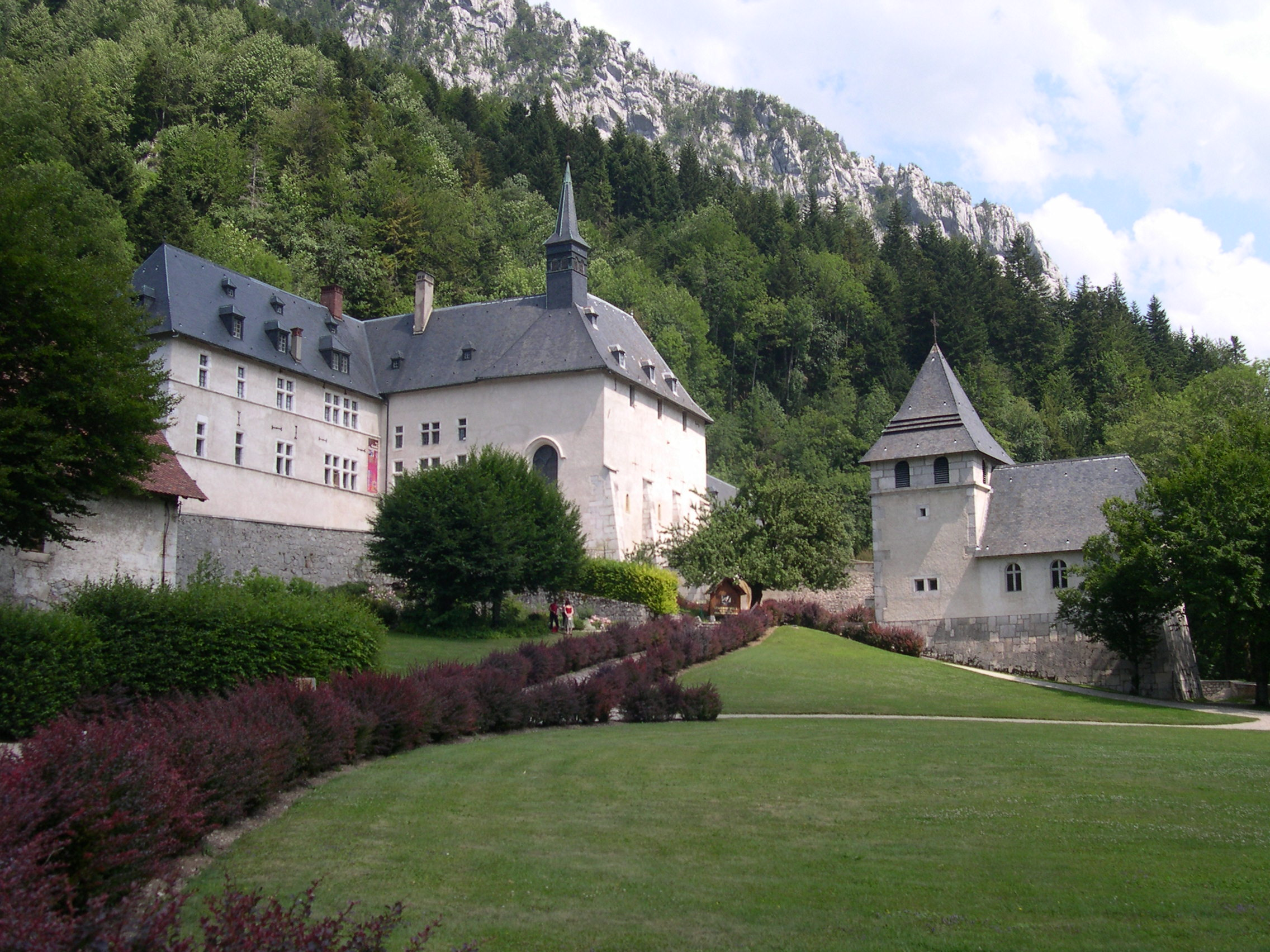
Die Correrie der Grande Chartreuse

La Grande Chartreuse, Die Große Kartause, ist das Mutterkloster des Kartäuserordens. Es befindet sich drei Kilometer nordwestlich des Dorfes Saint-Pierre-de-Chartreuse im französischen Département Isère.

## Geschichte
1084 errichteten Bruno von Köln (um 1030–1101) und sechs Gefährten in der Chartreuse, einer einsamen Gebirgsgegend nördlich von Grenoble, eine Einsiedelei, unterstützt durch Bischof Hugo von Grenoble (1053–1132). Die Anlage bestand aus kleinen, um einen Kreuzgang gruppierten Holzhäuschen und einer Kirche aus Stein. Schon diese erste Kartause wird als La Grande Chartreuse bezeichnet, die Große Kartause.
1132 wurde die Große Kartause durch eine Steinlawine zerstört und etwa zwei Kilometer südlich der ursprünglichen Lage wieder aufgebaut. Die Große Kartause wurde im Laufe der Zeit insgesamt acht Mal durch Feuer zerstört und anschließend wieder aufgebaut.
Die heutige Große Kartause stammt größtenteils aus dem 17. Jahrhundert, einzelne Elemente sind aber noch aus dem 14. und 15. Jahrhundert erhalten. Weitere Gründungen von Kartausen folgten, die erste bereits 1090 durch Bruno von Köln in Kalabrien. Diese Kartause, das Kloster Santo Stefano del Bosco, ist eine der drei bestehenden Kartausen Italiens.

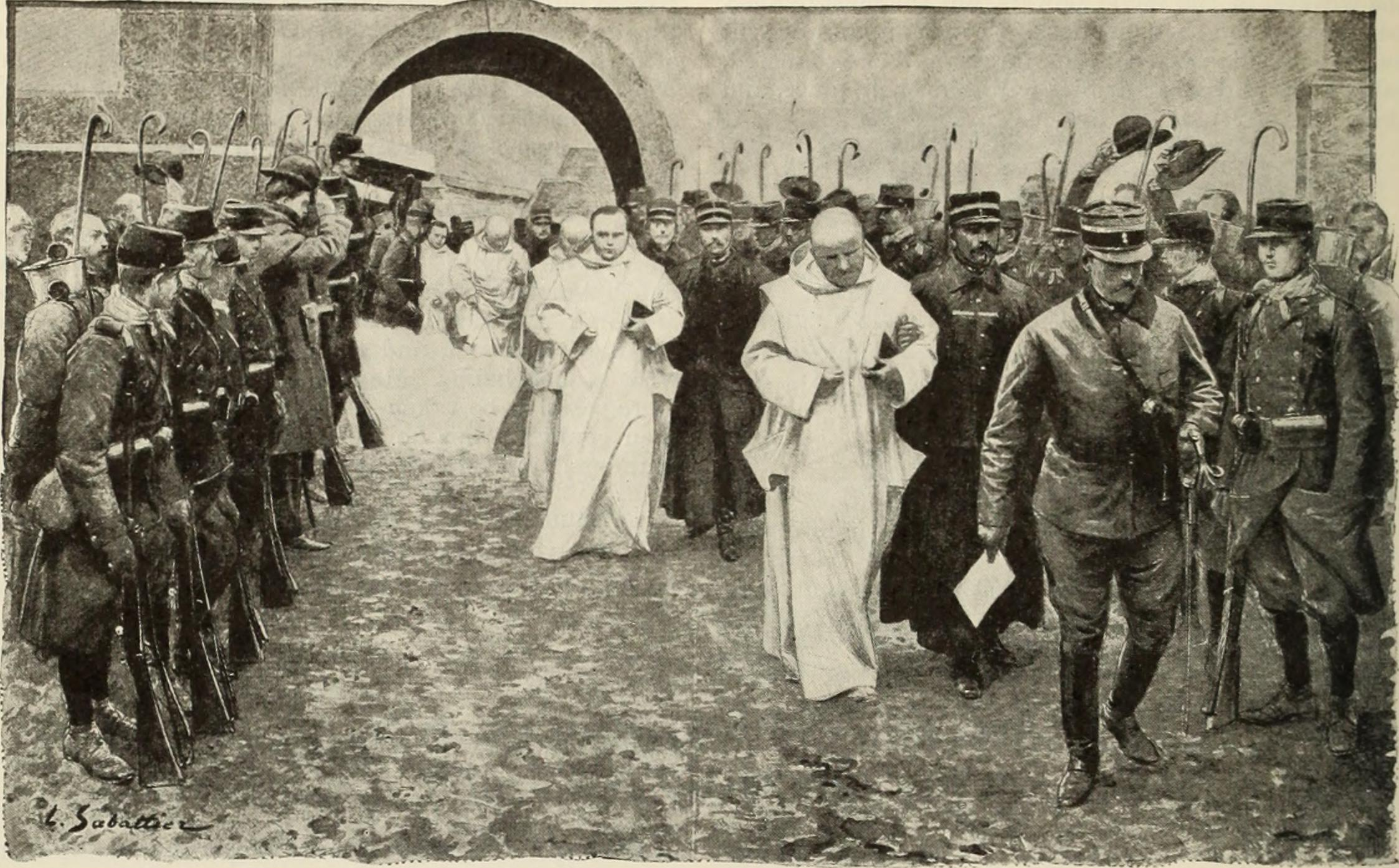
Die Mönche verlassen das Kloster im April 1903

Als 1903 das Kloster durch den französischen Staat geschlossen und die Kartäuser aus Frankreich vertrieben wurden, fanden sie Aufnahme in den Kartausen von Farneta in Italien und Parkminster in England. Erst unter dem Vichy-Regime durften die Mönche im Jahr 1940 in das Kloster zurückkehren.
Heute ist La Grande Chartreuse das Mutterkloster der 23 weltweit bestehenden Niederlassungen des Kartäuserordens. Der vom Konvent gewählte Prior der Grande Chartreuse ist qua Amt zugleich Generalminister des ganzen Ordens.
Gemäß ihrer Berufung zum einsamen Leben erlauben die Klausurvorschriften der Kartäuser keinen Zugang für die Öffentlichkeit. Die Kartause ist, bis auf das außerhalb des Konvents in der Correrie gelegene Museum, nicht zu besichtigen.

## Sonstiges
Im Jahr 2005 entstand in der Großen Kartause Philip Grönings Film Die große Stille, in dem das Kloster erstmals Filmkameras einen Einblick in den Alltag gab.
Der von den Mönchen dieses Klosters produzierte Chartreuse-Likör wird weltweit exportiert. Mit den Einnahmen aus dem Verkauf wurden in der Vergangenheit neue Kartausen errichtet, es werden auch die Aufwendungen von Klöstern des Ordens ohne eigene Einkünfte beglichen sowie karitative und religiöse Projekte außerhalb der Chartreuse finanziert.